# Jens Hajek

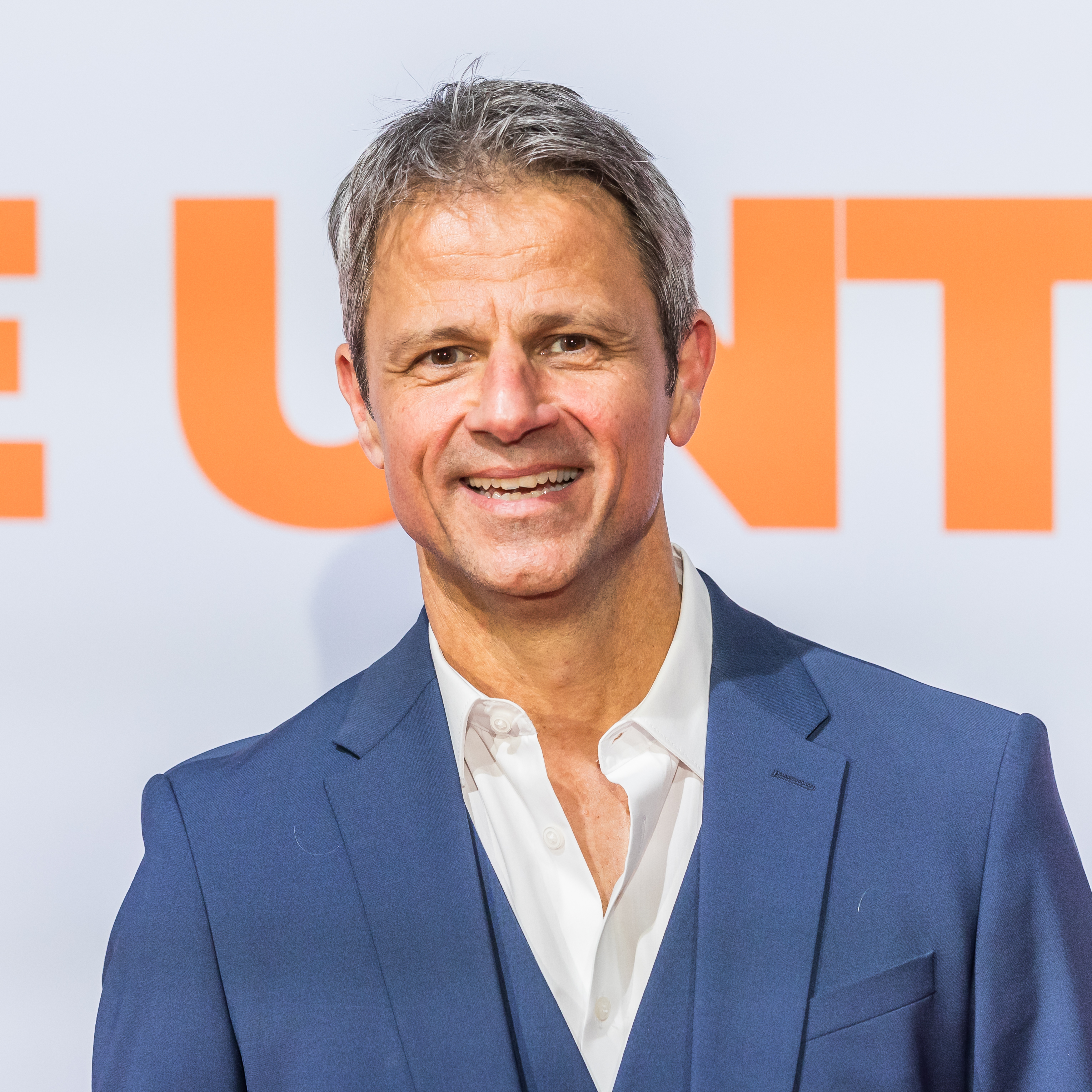
Jens Hajek, 2024

Jens Hajek (* 13. Februar 1968 in Ratingen) ist ein deutscher Schauspieler.

## Leben

### Ausbildung und Theater
Hajek absolvierte eine private Schauspielausbildung. Seit Mitte der 1990er Jahre arbeitet er als freiberuflicher Schauspieler. Er war schwerpunktmäßig als Theaterschauspieler, häufig im Bereich des Boulevardtheaters, tätig.
Sein erstes Theaterengagement hatte er 1995 am Theaterkeller Neuss, wo er die Rolle des Ehemanns Robert in dem Theaterstück Betrogen von Harold Pinter spielte. Seit 1998 trat er regelmäßig an der Komödie Düsseldorf auf. Er übernahm dort 1998 kurzfristig die Rolle des Neffen Alfred Klapproth in dem Lustspiel Pension Schöller, in einer Inszenierung von Alfons Höckmann. Diese Rolle interpretierte er dort auch in der Wiederaufnahme der Inszenierung in der Spielzeit 2000/01. Es folgten weitere Auftritte an der Komödie Düsseldorf, häufig ebenfalls unter der Regie von Alfons Höckmann: in der Komödie Zwei in Opposition von Curth Flatow (Premiere: April 1999, Regie: Höckmann), als Willi/Hans Böttcher in dem Lustspiel Das Geld liegt auf der Bank (1999, Regie: Höckmann), als Sohn Oliver in der Komödie Trau keinem über 60 von Gunther Beth (2000), in der Farce Hasch mich, Genosse! von Ray Cooney (2002), in der Komödie Wer zweimal liebt, dem glaubt man nicht von Ray Cooney (2002–2004, Regie: Höckmann) und in der Spielzeit 2004/05 als Schauspieler Clive Winton in der Komödie Lauf doch nicht immer weg von Philip King (1904–1979). 2005 spielte er dort auch den Arzt Dr. Neumeister in der Komödie Der Raub der Sabinerinnen.
2005 trat er als Doktor in August Strindbergs Theaterstück Der Vater in einer Tourneeinszenierung der Tourneeproduktion Düsseldorf auf.
An der Komödie Düsseldorf und in einer Tourneeinszenierung der Theatergastspiele Kempf verkörperte er 2006 den Jo in der Komödie Mit Engelszungen der französischen Erfolgsautorin Anne-Marie Etienne; seine Partner waren Martin Armknecht und Bernhard Bettermann. Weitere Engagements an der Komödie Düsseldorf hatte Hajek auch 2006 in Romantische Komödie von Bernard Slade und 2007 als Ehemann Frank in der Komödie Die bessere Hälfte von Alan Ayckbourn, in der an der Seite von Beatrice Richter und Gerry Hungbauer spielte.
2009 gastierte er am Fritz-Rémond-Theater in Frankfurt am Main als Schwiegersohn Ray in dem Theaterstück Das Haus am See, in dem Christiane Hammacher und Gunnar Möller seine Partner waren. In der Spielzeit 2010/11 trat er an der Komödie Frankfurt in der Komödie Ein Hauch von Frühling von Samuel A. Taylor auf. 2012 spielte er wiederum an der Komödie Frankfurt in den Stücken Ein Schlüssel für 2 unter der Regie von Claus Helmer, sowie in dem Stück Ein Joghurt für 2 an der Seite von Martin Zuhr, Regie: Manfred Molitorisz. 2012/2013 gastierte er als Dr. Neumeister in dem Stück Der Raub der Sabinerinnen am Fritz-Rémond-Theater in Frankfurt am Main.
2011 spielte er am Alten Schauspielhaus Stuttgart in Frau Müller muss weg von Lutz Hübner. 2013 spielte er in Stuttgart in der Komödie im Marquardt, wo er in dem französischen Erfolgsstück Der Vorname von Matthieu Delaporte und Alexandre de la Patellière die Rolle des Pierre Garaud unter der Regie von Manfred Langer an der Seite von Jochen Busse den Dieter in dem Stück In jeder Beziehung von Lars Albaum und Dietmar Jacobs spielte. In der Spielzeit 2013/14 trat er am Fritz-Remond-Theater in der Rolle des David in The King’s Speech und an der Komödie Frankfurt als Freddy von Homeier in Der Mustergatte auf. Im Februar 2014 gab er als Alain Steinhammer sein Debüt am Theater an der Kö in Düsseldorf in dem uraufgeführten Stück Aufguss von René Heinersdorff, an der Seite von Hugo Egon Balder und Jeanette Biedermann. Diese Rolle spielte er danach auch noch am Theater am Dom in Köln, am Contra-Kreis-Theater in Bonn, in der Komödie am Marquardt in Stuttgart, in der Komödie Frankfurt sowie auch auf Tournee (2016).
Weitere Engagements hatte er auch am Kreschtheater in Krefeld und am Packhaustheater Bremen. In Köln trat er 2004/2005 gemeinsam mit Georg Uecker in der Improvisationstheater-Show Jäger der verlorenen Story auf.

### Film und Fernsehen
Seit 1997 übernahm Hajek auch Rollen im Film und im Fernsehen. Er hatte zunächst Nebenrollen in den Fernsehserien Unter uns, Geliebte Schwestern, Verbotene Liebe und SOKO Köln. 2008 hatte er eine Episodenhauptrolle in der RTL-Actionserie 112 – Sie retten dein Leben; er spielte darin einen Ehemann, der von seiner Ehefrau wegen eines angeblichen Flirts mit einer anderen Frau nicht mehr in die Wohnung gelassen wird.
2010/2011 spielte er in der ZDF-Telenovela Lena – Liebe meines Lebens die Rolle des Journalisten und Fotografen Felix Hoppe. Seit Juni 2016 ist er in der Serie Unter uns als Bauunternehmer Benedikt Huber zu sehen.
Im 2017 gedrehten deutschen Kinderfilm Max Topas – Das Buch der Kristallkinder spielt Hajek den erwachsenen Max Topas, eine der Hauptrollen.
In Manta Manta – Zwoter Teil (2023) ist er als Kunsthändler Dubois zu sehen.

### Sprecher und Werbung
Hajek arbeitet außerdem als Sprecher für Hörspiele; so sprach er bei dem Hörbuchverlag Titania Medien in verschiedenen Grusel-Hörspielen nach Motiven von Joseph Sheridan Le Fanu, Bram Stoker und Alexei Konstantinowitsch Tolstoi, außerdem ist er dort in dem Edgar-Wallace-Klassiker Das indische Tuch zu hören. Er ist auch als Sprecher für Werbung, als Moderator und als Sprecher für den Westdeutschen Rundfunk tätig. 2012/13 sah man Hajek auch in einem Werbespot für Wilkinson (Regie: Peter Thorwarth) sowie als Maitre Chocolatier in mehreren Spots für Lindt & Sprüngli und als Reporter für Apollo-Optik.

### Soziales Engagement
Hajek engagiert sich als Schirmherr des Vereins „Philip Julius e.V.“ dafür, Familien mit schwerstbehinderten Kindern zu unterstützen. Hajek lebt in Düsseldorf.

## Filmografie (Auswahl)
- 1997: Unter uns
- 1998: K11 – Kommissare im Einsatz (Folge: Der triebhafte Priester)
- 1998: Geliebte Schwestern
- 1999; 2000: Verbotene Liebe
- 2000; 2002: Streit um drei
- 2001: Das Ende des Krieges
- 2002: Verbotene Liebe
- 2007: SOKO Köln
- 2008: 112 – Sie retten dein Leben (Folge: Gefangen im Kaminschacht)
- 2010–2011: Lena – Liebe meines Lebens
- seit 2016: Unter uns
- 2018: Der Lehrer (Folge: Ich bin ’ne wandelnde Sonnenuhr)
- 2018: Max Topas – Das Buch der Kristallkinder
- 2018: Der Nesthocker
- 2023: Manta Manta – Zwoter Teil